# Ida County
Das Ida County ist ein County im US-Bundesstaat Iowa. Bei der Volkszählung im Jahr 2020 hatte das County 7005 Einwohner und eine Bevölkerungsdichte von 6,3 Einwohnern pro Quadratkilometer. Der Verwaltungssitz (County Seat) ist Ida Grove.

## Geographie
Das County liegt im Nordwesten von Iowa, ist im Westen etwa 50 km von Nebraska entfernt und hat eine Fläche von 1.119 Quadratkilometern, wovon ein Quadratkilometer Wasserfläche ist. Es grenzt an folgende Nachbarcountys:
|                 | Cherokee County | Buena Vista County |
| Woodbury County |                 | Sac County         |
| Monona County   | Crawford County |                    |

## Geschichte
Das Ida County wurde am 15. Januar 1851 gebildet. Benannt wurde es wahrscheinlich nach Ida Smith, dem ersten Kind europäischer Einwanderer, das in dieser Gegend geboren wurde.
5 Bauwerke des Countys sind im National Register of Historic Places eingetragen.

## Demografische Daten
Nach der Volkszählung im Jahr 2010 lebten im Ida County 7.089 Menschen in 3.178 Haushalten. Die Bevölkerungsdichte betrug 6,3 Einwohner pro Quadratkilometer.
Ethnisch betrachtet setzte sich die Bevölkerung zusammen aus 98,1 Prozent Weißen, 0,2 Prozent Afroamerikanern, 0,2 Prozent amerikanischen Ureinwohnern, 0,3 Prozent Asiaten sowie aus anderen ethnischen Gruppen; 0,6 Prozent stammten von zwei oder mehr Ethnien ab. Unabhängig von der ethnischen Zugehörigkeit waren 1,4 Prozent der Bevölkerung spanischer oder lateinamerikanischer Abstammung.
In den 3.178 Haushalten lebten statistisch je 2,16 Personen.
24,0 Prozent der Bevölkerung waren unter 18 Jahre alt, 55,3 Prozent waren zwischen 18 und 64 und 20,7 Prozent waren 65 Jahre oder älter. 50,1 Prozent der Bevölkerung war weiblich.

Das jährliche Durchschnittseinkommen eines Haushalts lag bei 44.892 USD. Das Prokopfeinkommen betrug 23.700 USD. 11,2 Prozent der Einwohner lebten unterhalb der Armutsgrenze

## Orte im Ida County
| - Arthur - Battle Creek - Galva | - Holstein - Ida Grove |

## Gliederung
Das Ida County ist in 12 Townships eingeteilt:
| - Battle Township - Blaine Township - Corwin Township - Douglas Township | - Galva Township - Garfield Township - Grant Township - Griggs Township | - Hayes Township - Logan Township - Maple Township - Silver Creek Township |